# Elisabeth Berg-Bügler
Elisabeth Berg-Bügler, folkbokförd Gudrun Elisabet Berg-Bügler, under en tid Rogard, född 19 mars 1905 i Allerums församling i dåvarande Malmöhus län, död 7 november 1997 i Barkåkra församling i Skåne län, var en svensk läkare.
Berg-Bügler var dotter till godsägaren Gunnar Berg och danskfödda Willie Weinschenck. Efter studentexamen i Helsingborg 1924 följde akademiska studier. Hon blev medicine kandidat i Stockholm 1940 och medicine licentiat vid Lunds universitet 1945, men bedrev också specialstudier i anestesi i England. Hon var underläkare vid kirurgiska avdelningen på Kristinehamns lasarett, vid thoraxkliniken på Sabbatsbergs sjukhus, kirurgiska kliniken på Gävle lasarett samt på Lunds och Ängelholms lasarett. Hon blev 1955 överläkare vid anestesiavdelningen på Centrallasarettet i Ängelholm.
Hon tjänstgjorde vid svenska Finlandsambulansen 1939–1940 och Svenska Röda Korset (SRK) i Berlin 1948–1949. Hon skrev artiklar i kirurgi, anestesi och medicin. Berg-Bügler hade flera olika utmärkelser: FFrKmsp, FMM, FHMM, SRKftjt.
Hon gifte sig 1928 med generalmajoren (då löjtnant) Bengt Jacobsson (1900-1960), de  skilde sig 1934. Efter ett kortare äktenskap från 1934 med advokaten Folke Rogard (1899–1973) skilde hon sig 1938, och gifte sedan om sig 1958 med skådespelaren och konstnären Bror Bügler (1905–1975).